# Liste der Biografien/Amt
Liste der Biografien |
Portal Biografien |
Personensuche
# |
A |
B |
C |
D |
E |
F |
G |
H |
I |
J |
K |
L |
M |
N |
O |
P |
Q |
R |
S |
T |
U |
V |
W |
X |
Y |
Z |
?
 
Aa |
Ab |
Ac |
Ad |
Ae |
Af |
Ag |
Ah |
Ai |
Aj |
Ak |
Al |
Am |
An |
Ao |
Ap |
Aq |
Ar |
As |
At |
Au |
Av |
Aw |
Ax |
Ay |
Az
 
Ama |
Amb |
Amc |
Amd |
Ame |
Amf |
Amg |
Amh |
Ami |
Amj |
Amk |
Aml |
Amm |
Amn |
Amo |
Amp |
Amr |
Ams |
Amt |
Amu |
Amw |
Amy |
Amz
Die Liste der Biografien führt alle Personen auf, die in der deutschsprachigen Wikipedia einen Artikel haben. Dieses ist eine Teilliste mit 24 Einträgen von Personen, deren Namen mit den Buchstaben „Amt“ beginnt.

## Amt
- Amt, Stefan (* 1960), deutscher Architekt, Architekturhistoriker und Denkmalpfleger

### Amta
- Amtage, Hans-Jürgen (* 1958), deutscher Journalist

### Amte
- Amte, Murlidhar Devidas (1914–2008), indischer Menschenrechtler
- Amter, Alice (* 1966), britische Schauspielerin

### Amth
- Amthauer, Ottilie (1924–2009), deutsche Schriftstellerin
- Amthauer, Rudolf (1920–1989), deutscher Psychologe
- Amthor, August (1845–1916), deutscher Mathematiker, Astronom und Gymnasiallehrer
- Amthor, Christoph Heinrich († 1721), deutscher Barocklyriker und Ökonom
- Amthor, Eduard Gottlieb (1820–1884), deutscher Schuldirektor, Verleger, Buchhändler und Schriftsteller
- Amthor, Ehrenfried (1638–1696), höherer Verwaltungsbeamter im dänischen Heer
- Amthor, Hilke (1934–2016), deutsche Juristin, Vorsitzende Richterin am Oberlandesgericht Frankfurt am Main und Lokalpolitikerin in Kronberg im Taunus
- Amthor, Joachim Ulrich (1631–1694), gräflich-stolbergischer Hofrat, Kanzler und Direktor des Konsistoriums in Stolberg
- Amthor, Johann Heinrich (1675–1746), kursächsischer Amtmann
- Amthor, Marianne (* 1898), deutsche Mode- und Werbegrafikerin
- Amthor, Philipp (* 1992), deutscher Politiker (CDU), MdBPhilipp Amthor (* 1992)

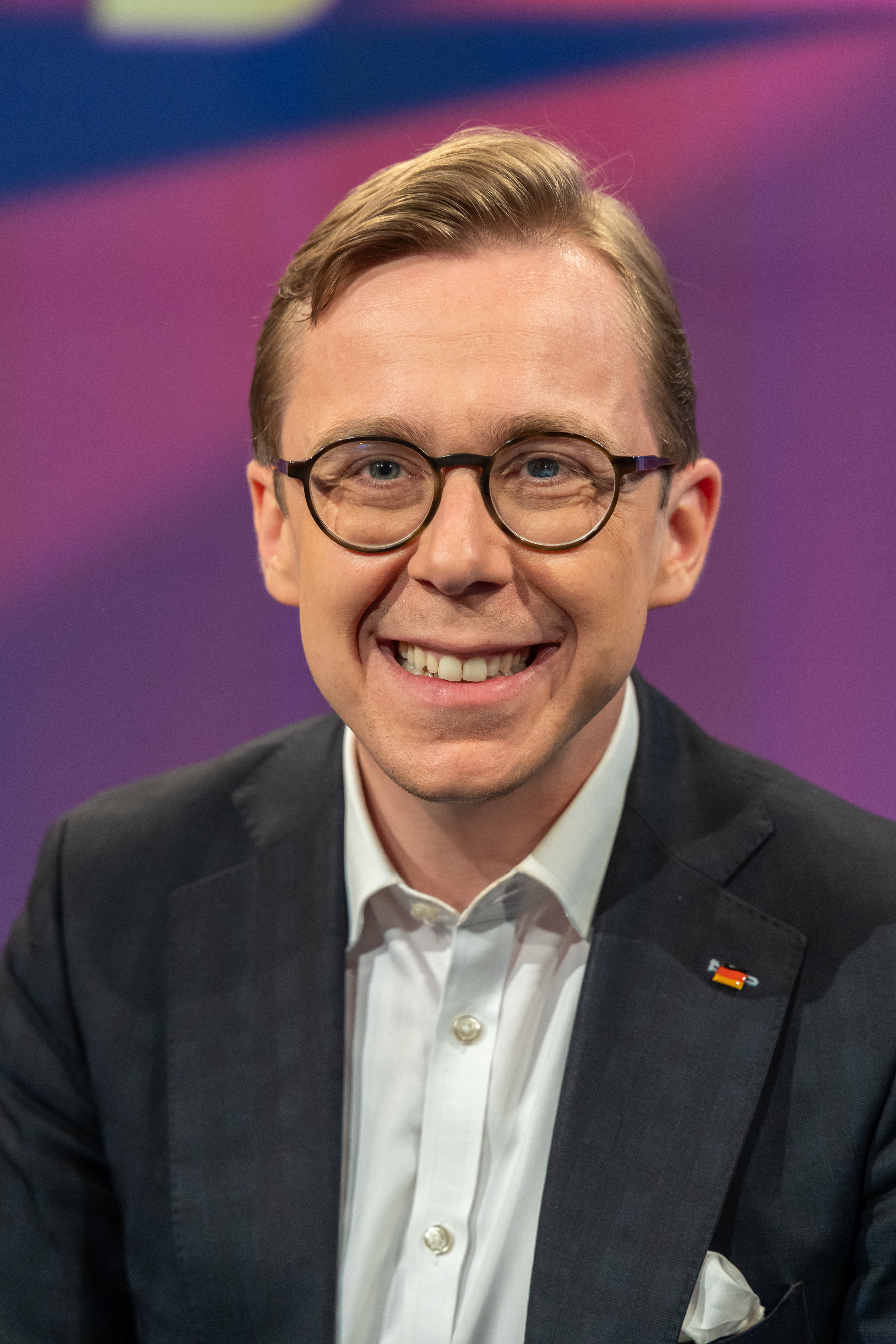
Philipp Amthor (* 1992)

- Amthor, Stig (* 1970), deutscher Rennfahrer
- Amthor, Uwe (* 1945), deutscher Politiker (SPD), MdL

### Amtm
- Amtmann, Bernard (1907–1979), österreichisch-kanadischer Buchantiquar
- Amtmann, Franz (* 1963), österreichischer Elektrotechniker und Erfinder
- Amtmann, Heinrich (1929–2014), österreichischer Berufsschullehrer und Politiker (ÖVP), Abgeordneter zum Nationalrat

### Amtr
- Amtrac (* 1987), US-amerikanischer Songwriter, Produzent und DJ
- Amtrup, Walter (1904–1974), deutscher Schauspieler, Synchronsprecher, Opernsänger und Schauspiellehrer

### Amts
- Amtsberg, Luise (* 1984), deutsche Politikerin (Bündnis 90/Die Grünen), MdL, MdB
- Amtsberg, Sven (* 1972), deutscher Schriftsteller und Verleger